# عثمان سانو
عثمان سانو (انگلیسی: Ousmane Sanou؛ زادهٔ ۱۱ مارس ۱۹۷۸) بازیکن فوتبال اهل بورکینافاسو بود.
از باشگاه‌هایی که در آن بازی کرده است می‌توان به باشگاه فوتبال ویلم دوم، باشگاه فوتبال توپ اوس، باشگاه فوتبال اسپارتا روتردام، و باشگاه فوتبال آیندهوون (۱۹۰۹) اشاره کرد.
وی همچنین در تیم ملی فوتبال بورکینافاسو بازی کرده است.